# Sefer HaEgron
Le Sefer haEgron (hébreu: ספר האגרון Livre de la Collection) est un ouvrage de philologie hébraïque rédigé par Saadia ben Yosseph al-Fayyumi. Il s'agit de la première œuvre du genre dans la littérature juive.

## Les deux versions de l’Egron
Saadia publie la première version de l’Egron en 903, à l'âge de 20 ans. Seuls quelques fragments en ont été préservés, dont l'introduction. L'auteur y déplore la dégradation de l'hébreu parmi les Juifs (cette nostalgie d'un parler pur se retrouve parmi ses contemporains arabes).
C'est dans le but d'y pallier et de permettre à son lecteur une rédaction élégante (il semble que l'introduction elle-même ait pour but d'illustrer une telle élégance) et la composition de poèmes qu'il propose à son lecteur ce livre où il a « collectionné » les termes utiles et les a classifiés. Le Sefer Egron est un lexique double dont la structure est calquée sur un modèle arabe, arrangeant les mots par ordre alphabétique selon les lettres initiales et finales. Un verset biblique sert d'illustration pour chaque mot.
La seconde version, composée à une période indéterminée, comprend une traduction arabe de certains termes, ce qui en fait la première ébauche de lexique hébreu-arabe, bien que les définitions proposées soient fort sommaires. Elle contient aussi l'exposé (en arabe) de quelques règles de grammaire fondamentales, comme la théorie de la racine, et de poésie. De ce fait, le livre est intitulé Kitab Atsoul al-Shir al-Ivrani (« Livre des principes de la poésie hébraïque »).

## Influence
Le succès de l’Egron se mesure par le fait que le terme ègron lui-même, vraisemblablement inventé par Saadia, est repris par les Karaïtes pour désigner un ouvrage lexicographique et désigne en hébreu moderne un lexique.
Les fragments des deux versions ont été collectés et édités en 1969 par Nehemia Allony, avec annotations critiques.